# Strž ve Stupné
Strž ve Stupné je přírodní památka poblíž obce Vidochov v okrese Jičín. Oblast spravuje Agentura ochrany přírody a krajiny ČR. Důvodem ochrany jsou prameniště a přirozené strže s výskytem bledule jarní (Leucojum vernum). Jedná se o významný geomorfologický prvek.

## Galerie

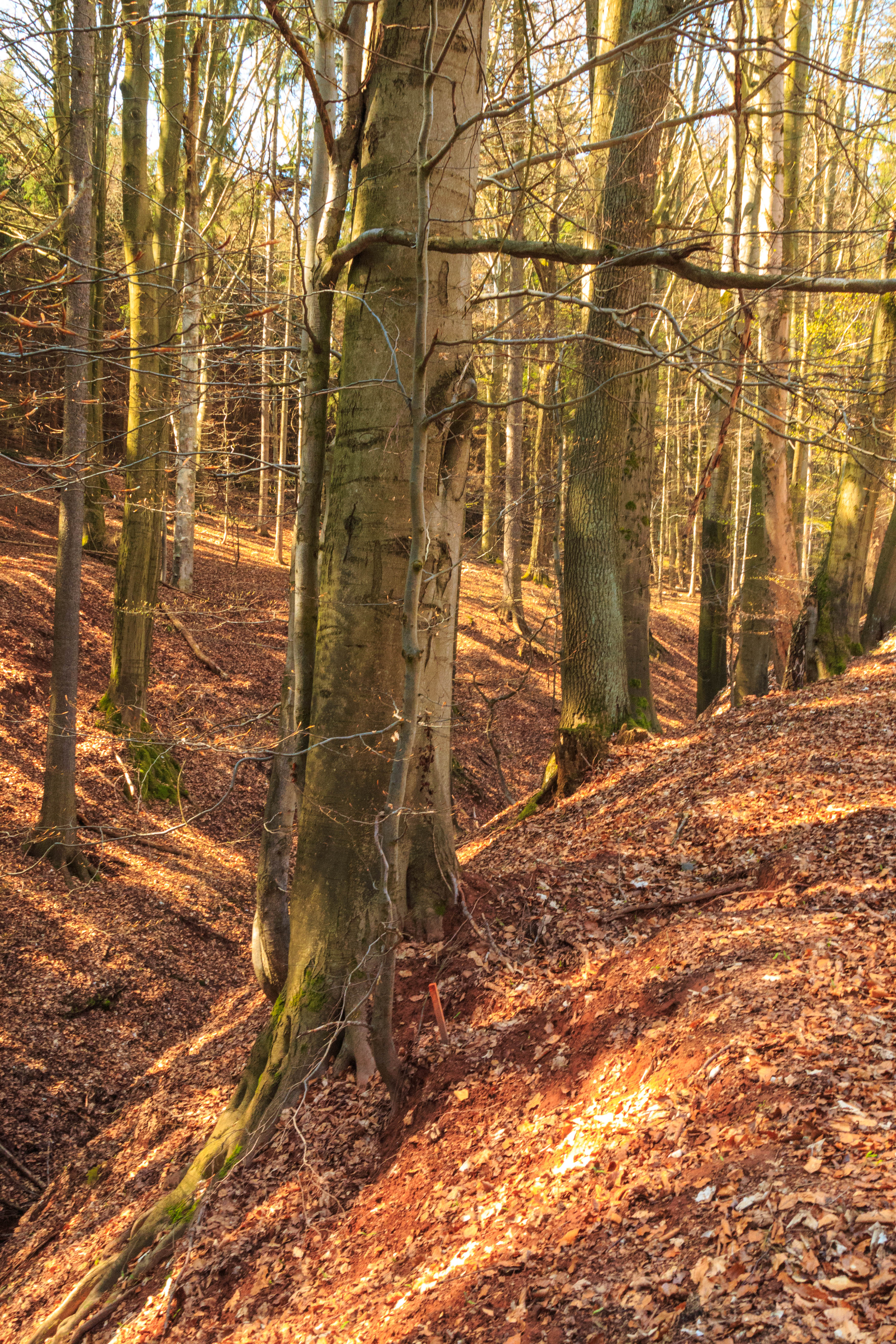
Přírodní památka Strž ve Stupné
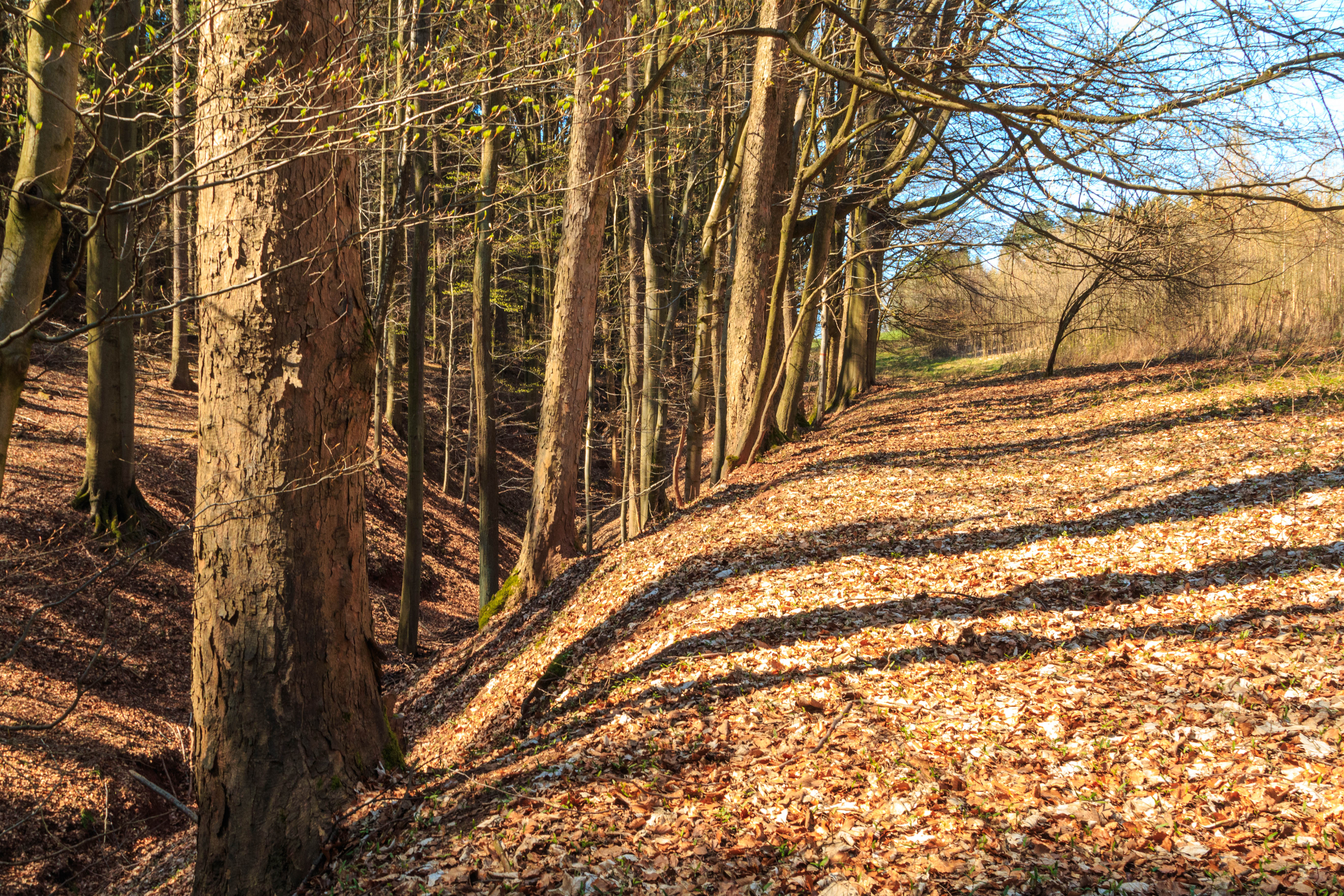
Přírodní památka Strž ve Stupné
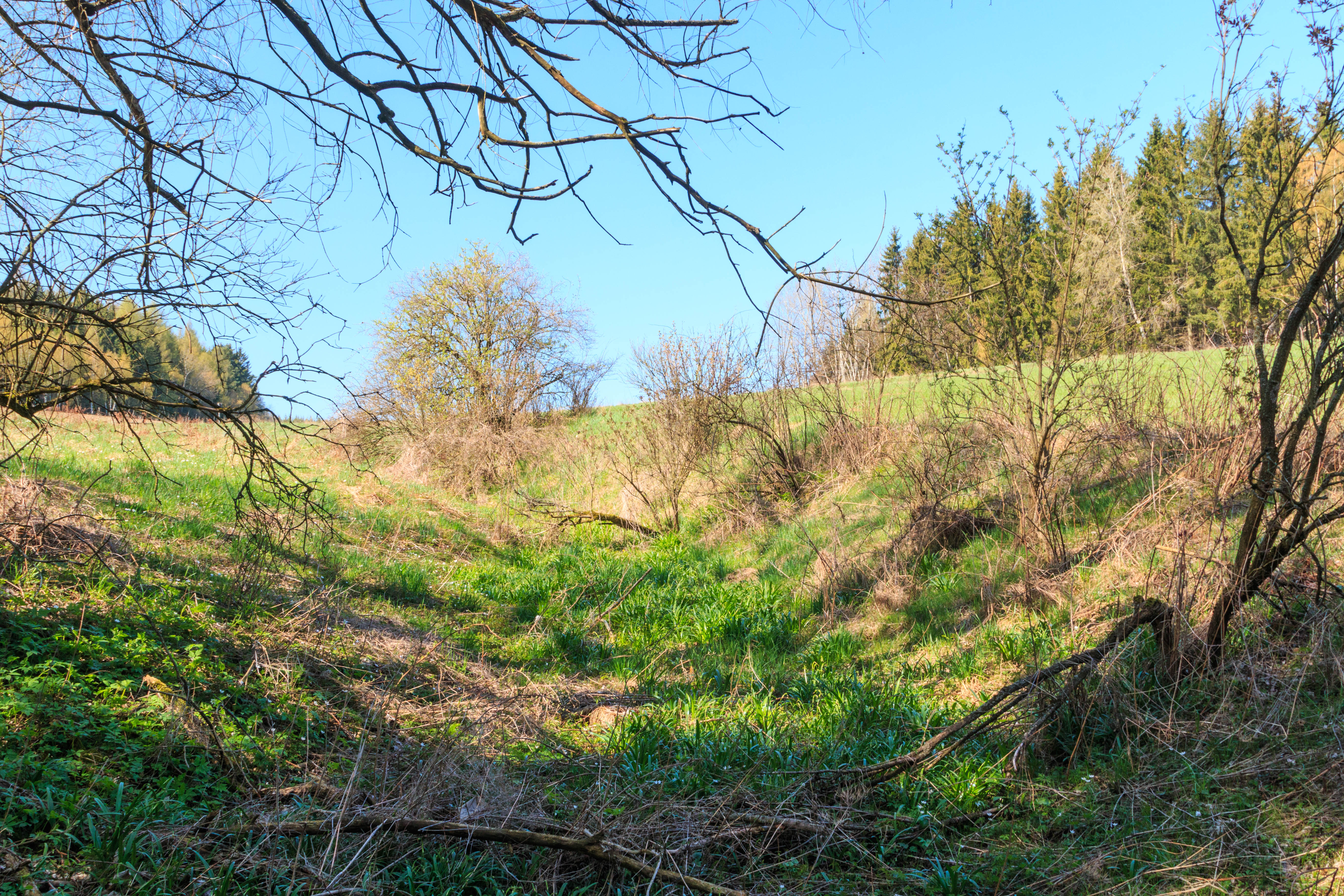
Přírodní památka Strž ve Stupné
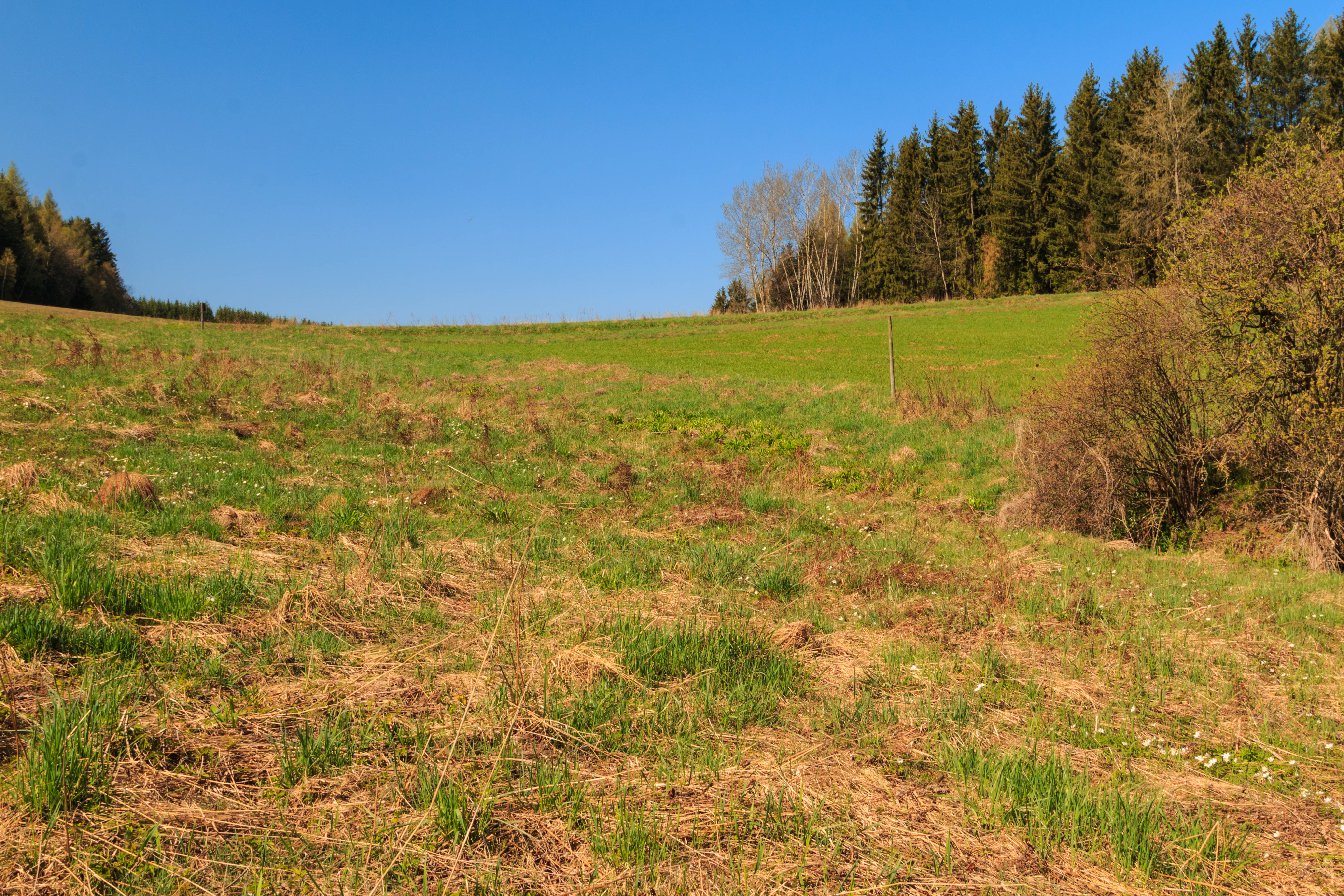
Přírodní památka Strž ve Stupné
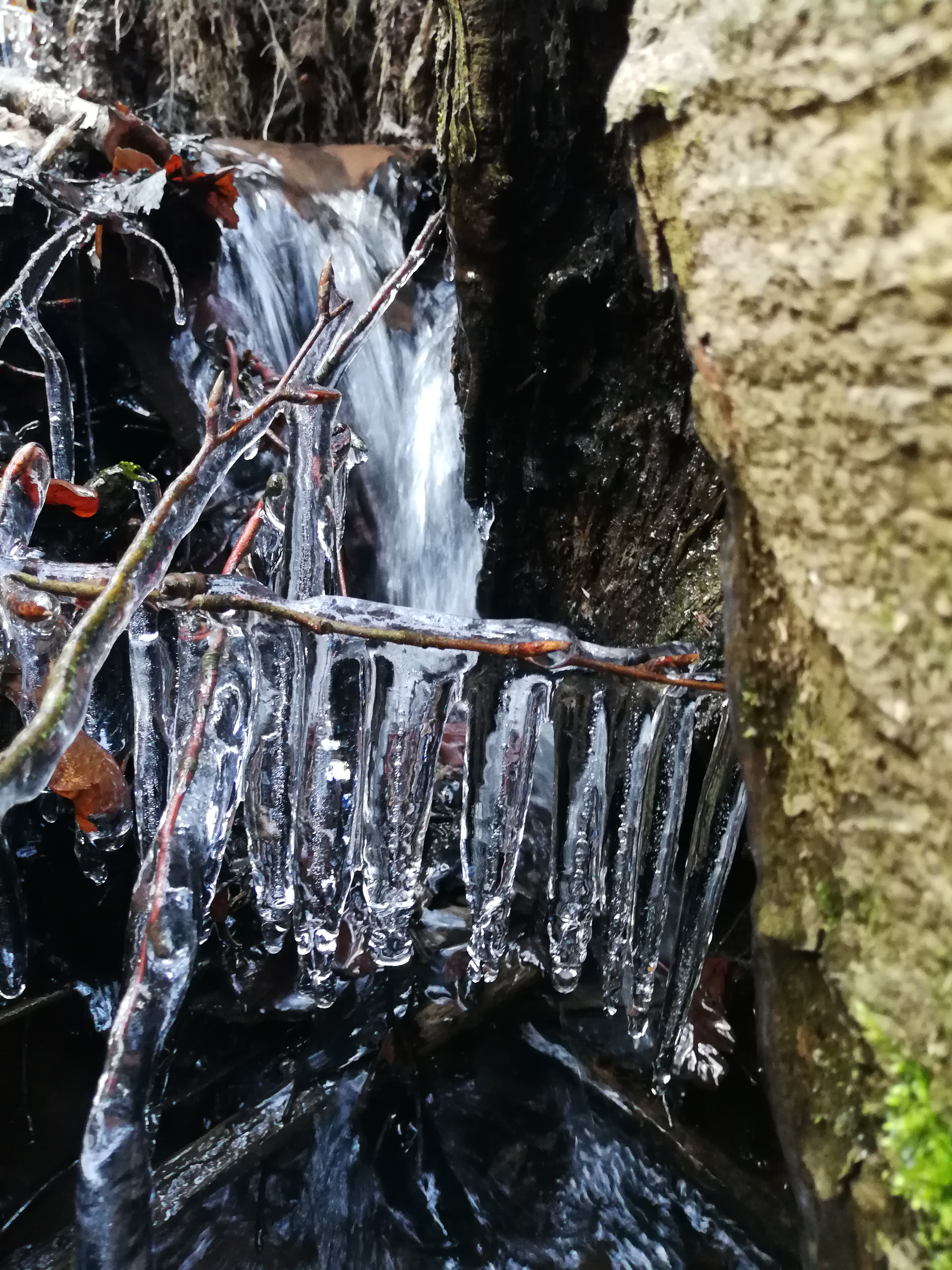
Zima ve strži